# توييتر

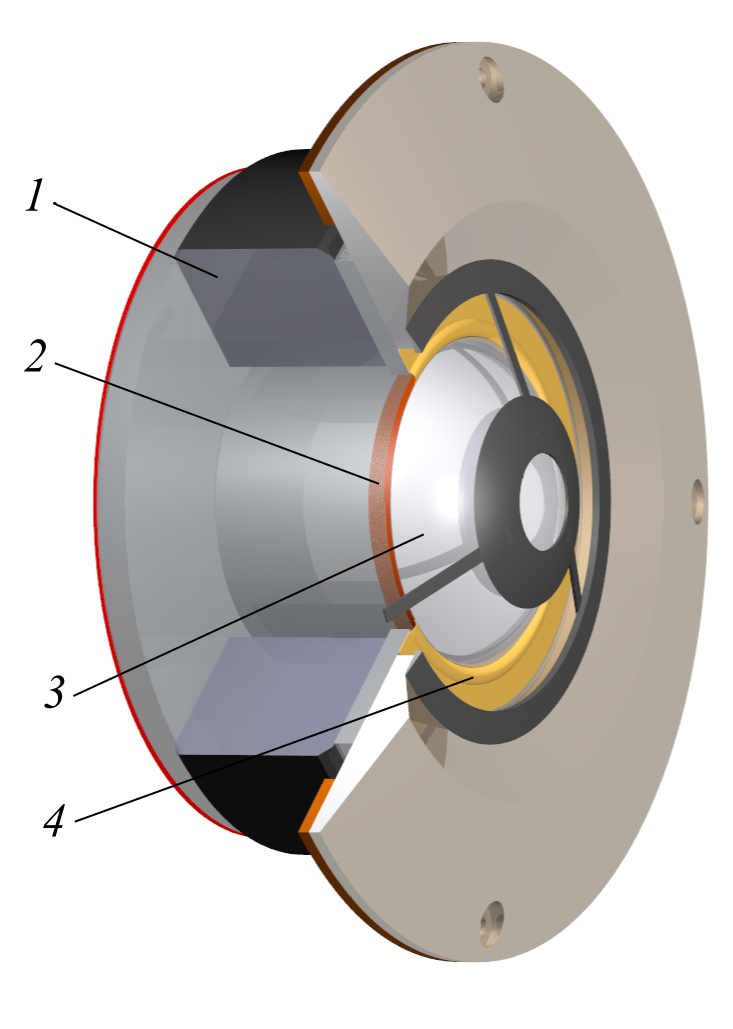

التويتر (Tweeter) هو مكبر للصوت مصمم لإنتاج ترددات عالية، عادة ما تتراوح من 2،000 هرتز إلى 20،000 هرتز (عموما ما يكون الحد الأعلى لقدرة الإنسان السماعية). يمكن لبعض التويترات عمل استجابة تصل إلى 45 كيلو هرتز. وقد تم اشتقاق هذا الاسم من الأصوات العالية التي يقوم بها بعض الطيور وخاصة على النقيض من الأصوات المنخفضة woofs التي تصدرها الكلاب والتي اشتقت منها أسماء الترددات المنخفضة ووفرات.